# Свинко, Елена Александровна
Елена Александровна Свинко (род. 28 июня 1997, Красноярск) — российская балерина. Первая солистка балета Мариинского театра. Лауреат премии «Золотая маска» в номинации «Лучшая женская роль» (2023). Лауреат премии «Душа танца» журнала «Балет» в номинации «Звезда балета» (2021).

## Биография
Родилась в городе Красноярске. Окончила Красноярский хореографический колледж (класс С. П. Михеевой) в 2016 году.
В 2016 году принята в труппу Красноярского театра оперы и балета имени Д. Хворостовского. Прошла творческий путь от кордебалета до ведущей балерины.
В 2018 году — участница телепроекта «Большой балет».
С 2022 года солистка Михайловского театра.
С 2023 года первая солистка Мариинского театра

## Репертуар
- «Сильфида» (Сильфида) — хореография Августа Бурнонвиля в редакции Эльзы-Марианны фон Розен;
- «Жизель» (Классический дуэт) — хореография Жанна Коралли, Жюля Перро, Мариуса Петипа;
- «Дочь фараона» (альмеи) — хореография Мариуса Петипа, реконструкция Тони Канделоро;
- «Спящая красавица» (фея Бриллиантов) — хореография Мариуса Петипа в редакции Константина Сергеева;
- «Лебединое озеро» (Друзья принца) — хореография Мариуса Петипа и Льва Иванова в редакции Константина Сергеева;
- «Корсар» (Гюльнара) — хореография Петра Гусева на основе композиции Мариуса Петипа;
- «Драгоценности» («Рубины») — хореография Джорджа Баланчина;
- «Щелкунчик» (Маша) — хореография Василия Вайнонена;
- «Ромео и Джульетта» (Сверстница Джульетты) — хореография Леонида Лавровского;
- «Анюта» (Анюта) — хореография Владимира Васильева;
- «Щелкунчик» (Маша) — постановка Михаила Шемякина, хореография Кирилла Симонова.
- «Баядерка» (хор. М. Петипа): Никия; Гамзатти.
- «Баядерка» (хор. Начо Дуато): Гамзатти
- «Жизель» (хор. Коралли, Перро, Петипа; ред. Л. Лавровского): Жизель; Крестьянский дуэт
- «Золушка» (хор. С. Боброва): Золушка
- «Красный мак» (хор. В. Васильев): Фениксы
- «Лебединое озеро» (хор. М. Петипа, Л. Иванова, А. Горского): Одетта-Одиллия, Па-де-труа, Большие лебеди.
- «Лебединое озеро» (хор. С. Боброва): Одиллия, похожая на Одетту.
- «Раймонда» (хор. М. Петипа ред. Ю. Григоровича): Раймонда; Генриетта, подруга Раймонды.
- «Ромео и Джульетта» (хор. С. Боброва): Джульетта; Синьора Капулетти.
- «Коппелия, или Девушка с эмалевыми глазами»: Сванильда.
- «Гусарская баллада» (хор. С. Боброва): Шура.
- «Тщетная предосторожность» (хор. Ж. Доберваля и А. Горского): Лиза.
- «Снегурочка» (хореограф-постановщик М. Перетокин): Купава.
- «Спящая красавица»: Аврора
- «Щелкунчик» (хор. С Боброва): Мари.
- «Щелкунчик» (хор. В.Вайнонена): Мари.
- «Щелкунчик» (хор. Начо Дуато) Мари; Французский танец
- «Дон Кихот» (хор. М. Петипа, А. Горского): Китри
- «Идальго из Ла-Манчи» (хор. Начо Дуато): Китерия; Мерседес(уличная танцовщица)
- «Кармен» (хор. С. Боброва): Кармен
- «Катарина или дочь разбойника» (хор. С. Боброва, Ю. Малхасянц): Катарина
- «Корсар» (хор. М. Петипа, К. Сергеева в редакции В. Яковлева)
- Па де де Марии и Петра из балета «Привал кавалерии»
- «Классическое па-де-де» хор. Медведева
- Па де де из балета «Сатанилла»
- Па де де Медоры и Раба из балета «Корсар» (хор. М. Петипа)
- Па де де из балета «Диана и Актеон»
- «Мелодия» (хор. А. Мессерера)

Ряд современных номеров: «Я помню» (хор. Е. Парчинской), «Зов дождя» (хор. А. Игнатьева), «Ricordo canzone» (хор. Д. Антипов), вариация из балета «Забавы в стиле рококо» (хор. Д. Антипов), «Наперекрещенки» (хор. О. Алдониной и Д. Зыкова), «Amok» (хор. М. Акелькиной), «Yadam» (хор. И. Рустема).

## Награды и премии
- Третья премия и бронзовая медаль XII Молодёжных Дельфийских игр России (2013)
- Специальный диплом XII Международного конкурса артистов балета и хореографов
- Первая премия и золотая медаль XIII Молодёжных Дельфийских игр России (2014)
- Вторая премия и серебряная медаль Красноярского международного конкурса балета «Гран-при Сибири» (2014)
- Премия директора Русского Балетного Колледжа в Генуе-Италия (2014)
- Первая премия и золотая медаль в номинации «Современный танец в музыкальном театре» Всероссийского конкурса артистов балета и хореографов.
- Третья премия и бронзовая медаль Международного конкурса в Варне (2016)
- Вторая премия и серебряная медаль Красноярского международного конкурса балета «Гран-при Сибири» (2016)
- Первая премия и золотая медаль VII Международного конкурса Юрия Григоровича «Молодой балет мира» (2019)
- Первая премия и золотая медаль номинации «Классический танец» Всероссийского конкурса артистов балета. Москва (2020)
- Вторая премия и серебряная медаль XIV Международного конкурса артистов балета в Москве (2022)
- Благодарственным письмом Губернатора Красноярского края «за вклад в развитие Дельфийского движения».
- Государственной стипендией им. В. И. Сурикова — за достижения в области искусств и художественного творчества.
- Сертификатом Губернатора Красноярского края «За личные достижения талантливой молодежи в сфере культуры и искусства».
- Лауреат Общероссийского конкурса «Молодые дарования России».
- Лауреат премии «Душа танца» журнала «Балет» в номинации «Звезда балета» (2021)
- Лауреат премии «Золотая маска» в номинации «Лучшая женская роль» (2023)